# Pogonotium ursinum
Pogonotium ursinum là loài thực vật có hoa thuộc họ Arecaceae. Loài này được (Becc.) J.Dransf. miêu tả khoa học đầu tiên năm 1980.